# Jack Blades (Album)
Jack Blades ist das 2004 veröffentlichte erste Soloalbum von Jack Blades, dem Bassisten der Rockband Night Ranger.

## Hintergrund
Das Album enthält elf Lieder, die in Zusammenarbeit mit zahlreichen bekannten Künstlern geschrieben und aufgenommen wurden. Neben dem Gitarristen der Band Ratt, Warren DeMartini, wirkten auch Tommy Shaw von Styx, Neal Schon von Journey, Blades’ Kollegen von Night Ranger, Brad Gillis und Kelly Keagy, Michael Cartellone von Lynyrd Skynyrd, sowie Jeff Watson an der Entstehung mit. Mit Nature's Way enthält das Album ein Lied des 1997 verstorbenen Gitarristen Randy California.

## Titelliste
1. Shine On (Jack Blades, Tommy Shaw) – 4:12
2. Sea of Emotions (Blades, Neal Schon) – 4:48
3. We Are the Ones (Blades, Damon Johnson) – 3:32
4. Sometimes You Gotta Have Faith (Blades) – 3:38
5. Nature's Way (Randy California) – 2:25
6. Who You Want to Be (Blades) – 4:16
7. Someday (Blades) – 3:43
8. Alone Tonight (Blades, Schon) – 4:21
9. On Top of the World (Blades) – 5:03
10. Breaking It Down (Blades, Colin Blades) – 4:42
11. To Touch the Sky (Blades, Schon) – 4:43

## Rezeption
Frank Albrecht schrieb für Rock Hard, man dürfe Jack Blades „zu seinem Entschluss gratulieren“, ein Soloalbum aufzunehmen, denn die elf Stücke hätten „allesamt Klasse“ und seien „weit davon entfernt, ein lauer Aufguss des Materials seiner früheren Bands“ zu sein. Die Platte revolutioniere zwar nicht das Genre, wer „aber erdige Rockmusik mit mehrheitsfähigen Refrains und teilweise fast schon Beatles-mäßigen Gesangsharmonien zu schätzen“ wisse, würde „dieser Platte schon sehr bald das Du anbieten“. Jack Blades wisse „einfach, wie man gute Songs schreibt.“ Außerdem stelle die Platte „quasi eine Beinahe-Reunion der Damn Yankees“ dar: Mit Blades, Tommy Shaw und Michael Cartellone seien „drei ehemalige Yankees mit am Start“.